# Ashleigh Aston Moore
Ashleigh Aston Moore (Sunnyvale, 30 settembre 1981 – Richmond, 10 dicembre 2007) è stata un'attrice canadese. È conosciuta principalmente per il ruolo di Chrissy Dewitt nel film Amiche per sempre (1995).

## Biografia
Cominciò a recitare a soli quattro anni, facendo comparse in svariate pubblicità televisive e serie tv, come The Odyssey, in cui compare in 37 episodi, e Madison.
Il suo primo film fu Bugiardo bugiardo. Nel 1995 Ashleigh Aston Moore vinse YTV Achievement Awards per la migliore recitazione e nel 1996 fu candidata per il Young Artist Award.
Morì nel dicembre 2007.